# حواری (فیلم)
حواری (به انگلیسی: The Apostle) فیلمی ۱۳۴ دقیقه‌ای به کارگردانی و بازی رابرت دووال است.

لازم است ذکر شود که این فیلم در سال ۱۹۹۷ ساخته‌شده و رابرت دووال علاوه بر کارگردانی، نویسنده و یکی از تهیه‌کنندگان این فیلم نیز بوده‌است.